# 西园街道 (驻马店市)
西园街道，是中华人民共和国河南省驻马店市驿城区下辖的一个乡镇级行政单位。

## 行政区划
西园街道下辖以下地区：
解放路西段社区、文化路社区、文明路社区、驿城新村社区和前王庄社区。